# Société des avions Michel Wibault

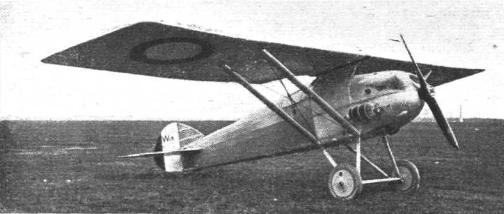
Wibault 3

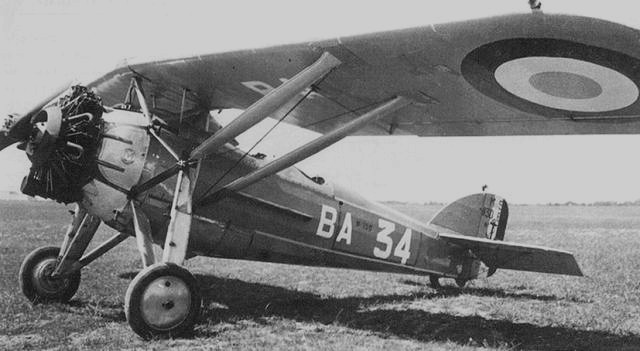
Wibault 74

Société des Avions Michel Wibault (Авиастроительное общество Мишеля Вибо), также Wibault — ныне не существующая французская авиастроительная компания.

## История
Компания была основана в 1919 году Мишелем Вибо. Её заводы находились в пригороде Парижа Булонь-Бийанкур.
Первое десятилетие деятельности основную часть продукции составляли военные самолёты, но, с течением времени, ассортимент сместился в сторону гражданской авиации, особенно после 1930 года.
Некоторые из проектов Вибо снискали успех и за рубежом; в частности, Vickers Wibault, выпускавшийся британской компанией Vickers в 1920-е годы, являлся лицензионной версией Wibault 7.
В ноябре 1930 года, при финансовом участии кораблестроительной фирмы Penhoët (ныне часть Chantiers de l'Atlantique), Вибо строит трёхмоторный пассажирский самолёт Wibault-Penhoët 280, и в следующем году компании объединяются под общим названием Chantiers Aéronautiques Wibault-Penhoët для его серийного выпуска. Не менее 12 экземпляров этого самолёта и его модификаций приобрела Air France.
Также компанией строились и другие транспортные и гоночные самолёты, но в 1934 году авиастроительные мощности Wibault-Penhoët были выкуплены фирмой Breguet Aviation, выпускавшей уже под своей маркой несколько моделей конструкции Wibault, включая двухмоторный авиалайнер Breguet 670.

## Продукция фирмы
- Wibault 1 истребитель (1918)
- Wibault 2 ночной бомбардировщик (1921)
- Wibault 3 истребитель (1923)
- Wibault 7 истребитель (1924)
- Wibault 72 истребитель (1928)
- Wibault 73 истребитель (1927)
- Wibault 74 истребитель (1930)
- Wibault 8 Simoun истребитель
- Wibault 9 истребитель (1926)
- Wibault 10 проект двухбалочного самолёта
- Wibault 10/II двухместный разведчик с крылом парасоль, строился для конкурса A.2 1923
- Wibault 12 Sirocco истребитель
- Wibault 121 Sirocco разведчик
- Wibault 122 истребитель
- Wibault 123 разведчик
- Wibault 124 разведчик-наблюдатель (1929)
- Wibault 125 разведчик (1930)
- Wibault 13 Trombe I одноместный лёгкий истребитель для конкурса C.1 (1926)
- Wibault 130 Trombe I истребитель
- Wibault 170 Tornade истребитель (1928)
- Wibault 210 истребитель (1929)
- Wibault 220 разведчик (1930)
- Wibault 240 транспортный гидроплан (1933)
- Wibault 260 дальний разведчик (1930)
- Wibault 280T пассажирский (1930)
- Wibault 281T
- Wibault 282T
- Wibault 283T
- Wibault 313
- Wibault 360T5 пассажирский (1931)
- Wibault 361
- Wibault 362
- Wibault 363
- Wibault 364
- Wibault 365 (1933)
- Wibault 366 (1934)
- Wibault 367 (1934)
- Wibault 368
- Breguet-Wibault 670 пассажирский (1935)

### Значимые проекты
- Wibault 4 тяжёлый бомбардировщик (нет данных)
- Wibault 5 одноместный истребитель с крылом парасоль, для конкурса C.1 1923
- Wibault 6 двухместный истребитель с крылом парасоль, развитие Wibault 5
- Wibault 11 одноместный истребитель с мотором в 500 л.с,  C.1 1923
- Wibault 14 двухместный самолёт для авиатуризма с крылом парасоль
- Wibault 14H гидроплан на базе Wibault 14
- Wibault 15 одноместный истребитель для конкурса C.1 1926
- Wibault 160 Trombe II более мощная версия Wibault 130 Trombe I, также для C.1 1926
- Wibault 230 трёхмоторный транспортный (нет данных)
- Wibault 270 одноместный лёгкий истребитель для C.1 1928
- Wibault 330 транспортный (нет данных)
- Wibault 340 двухместный низкоплан для авиатуризма